# Филотей Кесарийски
Филотей (на гръцки: Φιλόθεος, Филотеос) е гръцки духовник, митрополит на Вселенската патриаршия.

## Биография
Роден е на Сифнос около 1750 година. Учи в училището на Божи гроб на Сифнос при Емануил Троханис. Вероятно се замонашва в манастира „Света Богоридца Врисянска“ на Сифнос, тъй като в игуменското му отделение се пази негов портретл. На 9 септември 1783 година е ръкоположен за варненски митрополит. На 12 февруари 1797 година е избран за търновски митрополит. На 22 октомври 1797 година неговият предшественик Матей е възстановен на Търновската катедра. На 8 октомври 1801 година Филотей е избран за кесарийски митрополит.
Умира през май 1816 година в Цариград.